# 山梨崇仁
山梨 崇仁（やまなし たかひと、1977年3月16日 - ）は、日本の政治家。神奈川県三浦郡葉山町長（4期）。元葉山町議会議員（2期）。

## 概要
東京都渋谷区生まれ。明星中学校、東京都立千歳高等学校（現在の東京都立芦花高等学校）、関東学院大学経済学部経済学科卒業。法政大学大学院政治学研究科（政治学専攻）修士課程修了。
大学在学中からウィンドサーフィンを始め、2000年3月の全日本学生選手権では団体・個人部門でいずれも総合優勝。2003年のオリンピック最終選考までアテネオリンピックを目指して国内外の大会に出場していた。ウィンドサーフィンの選手を引退後、日本橋のベンチャー企業に勤務していた。
2007年、葉山町議会議員選挙に無所属で出馬。葉山町に地縁のない無名の新人ながら、立候補者中トップの得票数（1,447票）を獲得し、初当選した。2011年、葉山町議選で再選。同年12月14日、葉山町議を辞職し、翌年の葉山町長選への出馬を表明した。
2012年1月15日に行われた町長選には現職の森英二、同じく町議を辞職した伊東圭介、山梨の3候補が出馬し、山梨が森、伊東を下して当選した。1月20日、葉山町役場に初登庁し、正式に葉山町長に就任した。
2015年12月20日に行われた町長選に、ごみの戸別収集の無料化や職員給与削減の実績を訴え立候補。前町議の長塚かおるを破り再選。投票率は史上最低の41.87%を記録した。

## 政策・主張
人件費の引き下げ
山梨の町長就任時、葉山町は全国で最もラスパイレス指数が高い地方自治体だった。町長就任後、町職員組合に対し、(1)初任給の引き下げ、(2)定期昇給の1年間見送り、(3)職員給与の平均2.5%の定率削減を申し入れ、交渉の結果、いずれも実現した。
災害対策
町長就任後、「防災力強化」を掲げ、既に多くの地方自治体で実施されていた避難マップや防災ガイドブックの作成、防災行政無線のスピーカーの取り換え、デジタル化へのシステム移行等を行った。
社会保障政策
就任2年目の予算では「子育て」をテーマに掲げ、待機児童対策や小児医療費の無料化の充実を推進。また虐待や配偶者暴力（DV）問題への対策にも力を入れ、葉山町の広報紙で町内の虐待の実態を取り上げた。
ふるさと納税
総務省が各自治体に、ふるさと納税に対する豪華な返礼品を自粛するよう求めていることを受け、葉山町は2017年9月から山梨がウィンドサーフィンを指導するメニューを返礼品に加えた。なお山梨は、大学時代に全日本学生選手権で優勝した実績をもとに、同年7月にはすでに町内の小学生を対象にした体験教室を実施している。
パートナーシップ宣誓制度
2019年11月12日、LGBTなど性的少数者のカップルが婚姻に相当する関係にあると認める「パートナーシップ宣誓制度」を、2020年度中に導入する方針を明らかにした。同制度は2020年7月1日に導入された。